# Péron

Péron este o comună în departamentul Ain din estul Franței.